# 基利菲郡
基利菲郡（斯瓦西里语：Wilaya ya Kilifi），为肯尼亚的一个郡。总面积4,779平方公里，总人口281,552（1999年）。行政中心位于基利菲。